# Jakub Karpiński

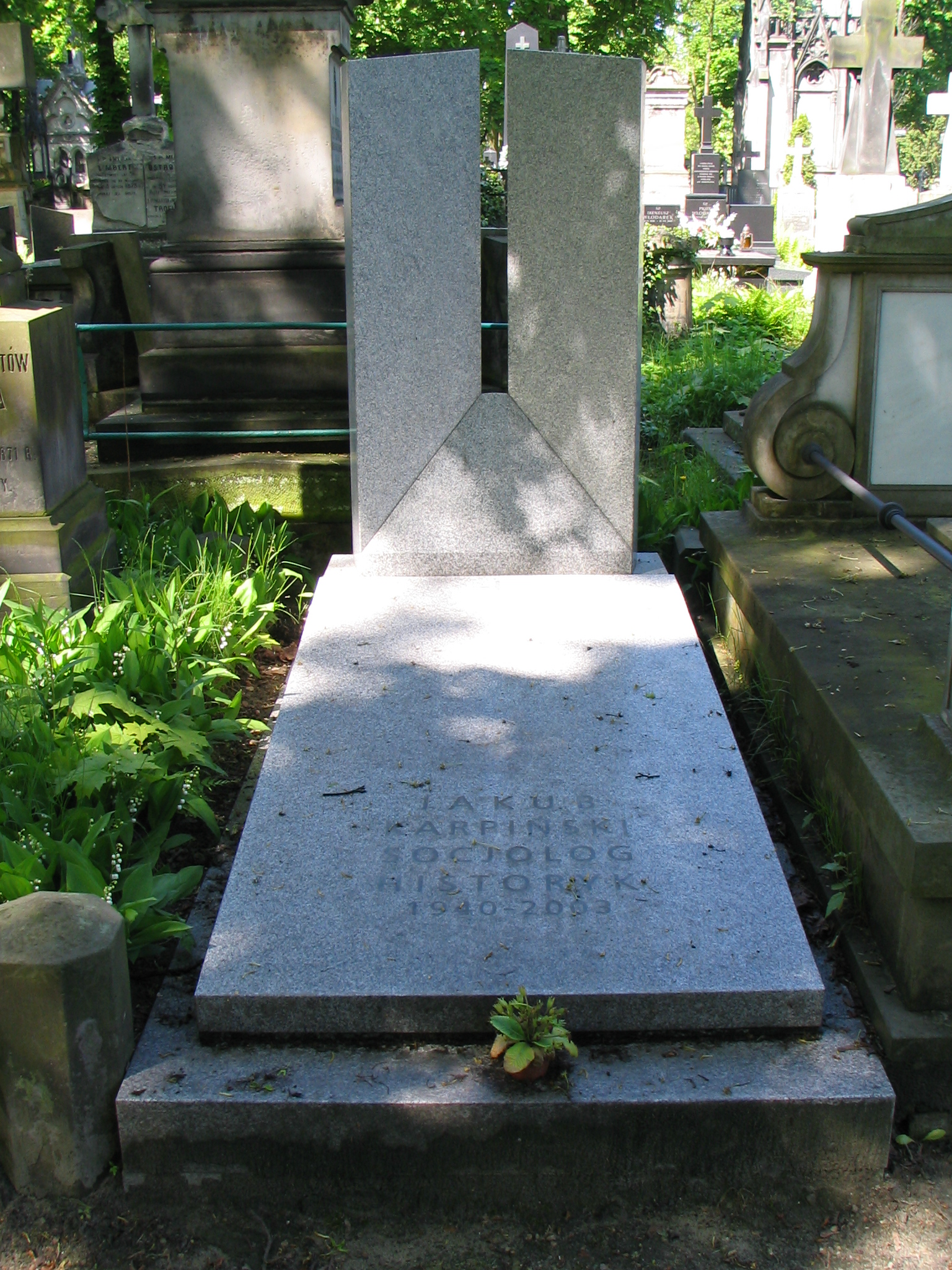
Nagrobek Jakuba Karpińskiego na cmentarzu Powązkowskim, Warszawa, 11 maja 2008

Jakub Światopełk Karpiński, pseud. Marek Tarniewski, Jan Nowicki (ur. 17 czerwca 1940 w Warszawie, zm. 22 marca 2003 tamże) – polski socjolog, historyk, politolog i logik.

## Życiorys
Absolwent VI Liceum Ogólnokształcącego im. Tadeusza Reytana w Warszawie (1957). W latach 1958–1964 studiował filozofię i socjologię na Uniwersytecie Warszawskim, przewodniczył kołu naukowemu studentów socjologii. Od 1964 pracował jako asystent, a następnie starszy asystent na Wydziale Filozoficznym UW. Wspierał protesty studenckie w marcu 1968, m.in. w jego mieszkaniu podjęto decyzję o zorganizowaniu wiecu w dniu 8 marca 1968 w obronie Adama Michnika i Henryka Szlajfera. Napisał też wspólnie z Jadwigą Staniszkis i Andrzejem Mencwelem „Deklarację ruchu studenckiego” ogłoszoną 28 marca 1968. Został aresztowany w dniu 9 maja 1968 i zwolniony bez procesu we wrześniu tegoż roku. Został zawieszony w prawach pracownika UW.
Po zwolnieniu z aresztu zbierał materiały dotyczące wydarzeń Marca '68, współpracował z paryską „Kulturą”, w której opublikował anonimowo artykuł Nie o egalitaryzm chodziło (nr 6 z 1969). Został zatrzymany 31 maja 1969, a w grudniu 1969 jego sprawę (i jego współpracowniczki Małgorzaty Szpakowskiej) połączono z tzw. sprawą taterników. Postawiono mu zarzut popełnienia czynu z art. 5 małego kodeksu karnego, tj. wejście w porozumienie z obcą organizacją działającą na szkodę Państwa Polskiego. W procesie zakończonym 24 lutego 1970 został skazany na karę 4 lat pozbawienia wolności, w II instancji obniżoną (na mocy amnestii z 1969) do 2 lat i 8 miesięcy. Opuścił więzienie 19 czerwca 1971. Następnie do 1974 pracował jako sekretarz redakcji kwartalnika „The Polish Sociological Bulletin”. 
W 1975 pod pseudonimem Marek Tarniewski opublikował w Instytucie Literackim książkę Ewolucja czy rewolucja. W tym samym roku był jednym z trzech autorów i sygnatariuszem tzw. Listu 59 przeciwko zmianom w Konstytucji PRL. W 1976 podpisał tzw. List 14 przeciwko represjom wobec robotników uczestniczących w protestach robotniczych w Radomiu i Ursusie. Od października 1977 należał do redakcji pisma „Głos”, w którym publikował jako Marek Tarniewski, współpracował też z pismami „Zapis” i „Postęp”. Opublikował kilka ważnych artykułów programowych i analitycznych (Działanie i przyszłość (1977), Niezależność, solidarność, porozumienie obywateli (1977), Niepodległość od wewnątrz (1978)). Był jednym z założycieli powstałego w styczniu Towarzystwa Kursów Naukowych. W 1978 obronił pracę doktorską Problematyka przyczynowości w teoriach i badaniach społecznych (pod kierunkiem Stefana Nowaka), został członkiem zarządu Polskiego Towarzystwa Socjologicznego, a jesienią tegoż roku wyjechał za granicę, mieszkał i pracował w Londynie i Nowym Jorku. Po ogłoszeniu stanu wojennego był współzałożycielem The Committee in Support of Solidarity w Nowym Jorku. Od 1984 współpracował z Institute for Democracy in Eastern Europe (IDEE) w Nowym Jorku, współredagował pismo instytutu „Uncaptive mind”. Na emigracji wydał kilkanaście książek poświęconych cechom systemu komunistycznego i najnowszej historii Polski, wielokrotnie przedrukowywanych przez wydawnictwa podziemne w Polsce.
W 1992 był dyrektorem Instytutu Politycznego w Warszawie, w latach 1995–1997 pracował w Open Media Research Institute w Pradze. Od 1997 był zatrudniony jako adiunkt w Instytucie Socjologii (Zakład Metodologii Badań Społecznych) Uniwersytetu Warszawskiego. 
Zmarł 22 marca 2003 roku, pochowany został na warszawskich Powązkach (kwatera 21-1-11).
W dniu 23 września 2006 r. został pośmiertnie odznaczony przez prezydenta Lecha Kaczyńskiego Krzyżem Komandorskim z Gwiazdą Orderu Odrodzenia Polski.

## Życie prywatne
Był mężem Ireny Lasoty. Syn Zbigniewa Karpińskiego, starszy brat Wojciecha Karpińskiego oraz Marka Karpińskiego, niegdyś rzecznika Lecha Wałęsy.

## Publikacje
- Ewolucja czy rewolucja, wyd. Instytut Literacki, Paryż 1975, wyd. drugie rozszerzone jako Ustrój komunistyczny w Polsce, wyd. Aneks, Londyn 1985
- Krótkie spięcie (marzec 1968), wyd. Instytut Literacki, Paryż 1977
- Porcja wolności (październik 1956), wyd. Instytut Literacki, Paryż 1979
- Płonie komitet (grudzień 1970 – czerwiec 1976), wyd. Instytut Literacki, Paryż 1982
- Mowa do ludu. Szkice o języku polityki, wyd. Puls, Londyn 1984
- Polska, komunizm, opozycja. Słownik, wyd. Polonia Book Fund, Londyn 1985
- Przyczynowość w badaniach socjologicznych, wyd. PWN, Warszawa 1985
- Niepodległość od wewnątrz, wyd. Odnowa, Londyn 1987
- Taternictwo nizinne, wyd. Instytut Literacki, Paryż 1988
- Portrety lat. Polska w odcinkach 1944–1988, wyd. Polonia Book Fund, Londyn 1989
- Nie być w myśleniu posłusznym: Ossowscy, socjologia, filozofia, wyd. Polonia Book Fund, Londyn 1989
- Dziwna wojna (grudzień 1981), wyd. Instytut Literacki, Paryż 1990
- Między komunizmem a demokracją, wyd. Verba, Chotomów 1992
- Kultura i wielość rzeczywistości: szkice o kulturze, wyd. FIS, Lublin 1992 (zbiór artykułów rozproszonych z lat 70.)
- ABC polityki, wyd. ALFA-WERO, Warszawa 1997
- Wykres gorączki. Polska pod rządami komunistycznymi, wyd. UMCS, Lublin 2001 (zawiera m.in. fragment książki Ustrój komunistyczny w Polsce oraz prace Krótkie spięcie, Porcja wolności, Dziwna wojna)
- Trzecia niepodległość. Najnowsza historia Polski, wyd. Świat Książki, Warszawa 2001
- Polska po przejściach, wyd. UMCS, Lublin 2003
- Wprowadzenie do metodologii nauk społecznych, wyd. Wyższej Szkoły Przedsiębiorczości i Zarządzania im. Leona Koźmińskiego, Warszawa 2006